# أيمن بن عبد الرحمان
أيمن بن عبد الرحمان، وزير أول سابق جزائري. قاد حكومة ما بين 30 يونيو 2021، تاريخ تكليفه من قبل رئيس الجمهورية عبد المجيد تبون كأول حكومة بعد تشريعيات 12 يونيو 2021. إلى غاية إنهاء مهامه بتاريخ 11 نوفمبر 2023 من طرف رئيس الجمهورية طبقا لاحكام الدستور ، المادة 91 الفقرتان 5 و 7 منه . كان يشغل  منصب مدير للحملة الإنتخابية للرئيس عبد المجيد تبون في ولاية قالمة للإنتخابات الرئاسية 2024 التي جرت في 07 سبتمبر .

## المناصب التي تولاها
تقلد عدة مناصب منها:
- وزير المالية بتاريخ 23 يونيو 2020.[9][12]
- محافظ بنك الجزائر بتاريخ 14 نوفمبر 2019.[13]
- عُيّن يوم 30 يونيو 2021 وزيرًا أول خلفًا لعبد العزيز جراد وكلفه رئيس الجمهورية بمواصلة مشاورات لتنصيب حكومة جديدة.